# Дин (лес)
Дин (англ. Forest of Dean) — древний лес и одновременно историческая и географическая область в графстве Глостершир, Англия. Лес имеет форму треугольника и простирается от реки Уай на севере и западе, реки Северн на юге и города Глостер на востоке. Площадь области — 110 квадратных километров, большая её часть покрыта лесом. Лес Дин является старейшим лесом Англии. Через него проходит граница между графством Глостершир и Уэльсом.

## История
Дин был объявлен королевским лесом ещё почти 1000 лет назад, во времена Вильгельма Завоевателя, с целью проведения там регулярной охоты ввиду богатства леса дичью. Область леса была заселена задолго до завоевания Англии норманнами в 1066 году. Первыми жителями лесной общины были бритты железного века, затем там поселились римляне, которые начали в окрестностях добычу железной руды, а из деревьев производили древесный уголь. Со времён Вильгельма Завоевателя лес Дин, как уже было сказано, был королевским лесом (например, это означало, что охота в этом месте разрешена только представителям британского королевского дома). Однако в связи с наличием в области месторождений железной руды в лесных районах существовала добыча металлов и угля. Несмотря на то, что лес принадлежал королю, ещё при Эдуарде I всем жителям леса (людям, родившимся в деревнях, расположенных в лесу) было дано королевское разрешение на право добывать там уголь. Деревья леса Дин использовались для постройки многих кораблей королевского флота, в том числе корабля «Виктори» адмирала Горацио Нельсона.
Большое количество месторождений угля привело к созданию множества шахт в этой местности во время промышленной революции. Промышленная добыча угля в регионе прекратилась только в 1965 году.
Сегодня область Дина живёт в основном за счёт туризма, жители окрестных деревень зарабатывают себе на жизнь в основном на местных курортах.

## Флора и фауна
Флору леса составляют в основном дуб, тополь, бук, сосна.
В прошлом в лесу водилось множество оленей, но вследствие столетий охоты они постепенно исчезли. После завершения Второй мировой войны олени были реинтродуцированы в лес. Ранее в лесу также обитали обыкновенные белки, но ныне их уже не осталось. Тем не менее, в лесу по-прежнему достаточно много серых белок, а также лесных кабанов.